# علي محمد مجور
عَلي مُحَمَّد مُجَوَّر من مواليد 1953 بمحافظة شبوة اليمنية، هو رئيس وزراء اليمن خلال الفترة 31 مارس 2007 حتى 28 نوفمبر 2011 (طالع: حكومة علي مجور)، وقبل ذلك كان وزيراً للكهرباء.

## النشأة
ولد علي محمد مجور في محافظة شبوة الواقعة جنوب اليمن، وهو حاصل على ليسانس إدارة اقتصادية من جامعة الجزائر 1981 م. وحصل مجور على شهادة الماجستير في «الإدارة الاقتصادية» من جامعة غرينوبل بفرنسا عام 1987، وحصل على شهادة الدكتوراه في مجال إدارة الإنتاج من الجامعة نفسها في عام 1991.

## الحياة العملية
عين مجور مديرا عاما لمصنع إسمنت البرح وعضو لجنة الدراسات العليا قسم إدارة الأعمال بكلية العلوم الإدارية في جامعة عدن وعميدا لكلية الاقتصاد والإدارة جامعة عدن بين عامي 1999 و2000 م. ثم عين مجور عميدا لكلية العلوم الإدارية بجامعة عدن حتى 2001. وكان قبل ذلك قد شغل منصب عميد كلية النفط والمعادن بين عامي 1996 و1999 و رئيس قسم إدارة الأعمال بكلية الاقتصاد بين عامي 1994 و1996. عُين وزيرا للثروة السمكية في حكومة عبد القادر باجمال الثانية عام 2003 ثم وزيرا للكهرباء في التعديل الحكومي الأخير في 2006 م.
وشغل أيضا نائب المدير العام للمؤسسة العامة للنقل البري في شبوة منذ 1981 حتى 11 فبراير 2006 م حينما عين وزيرا للكهرباء في الحكومة الأخيرة.
كانت حكومة عبد القادر باجمال الثانية التي أعلنت السبت 17 مايو 2003 قد شُكلت من 35 وزيرًا، بينهم 4 وزراء دون حقائب وزارية، و 23 وزيرا جديدا، منهم 21 وزيرا يدخلون الحكومة لأول مرة، واثنان سبق أن تولوا حقائب وزارية في الماضي.
وتعد حكومة «باجمال» ثاني أكبر حكومة عرفتها اليمن في تاريخها السياسي الحديث بعد حكومة المهندس «حيدر أبو بكر العطاس» التي تشكلت عشية قيام الوحدة اليمنية في 24 أيار/مايو 1990، كان قوامها 39 وزيرا بمن فيهم رئيس الوزراء.
وفي 31 مارس 2007 كُلّف مجور بتشكيل حكومة جديدة والتي أعلنت يوم 5 أبريل 2007، خلفاً للحكومة السابقة، التي كان يرأسها عبد القادر باجمال.
وفي يوم الأربعاء 29 أغسطس 2012 أصدر الرئيس عبد ربه منصور هادي قرارا جمهوريا بتعيينه سفيراً ومندوباً دائماً للجمهوريـة اليمنيـة لدى المقر الأوروبي للأمم المتحدة - جنيف.

## إصابته
في يوم الجمعة 3 يونيو 2011م أصيب إصابة بليغة في حادثة تفجير جامع النهدين في القصر الرئاسي بصنعاء في محاولة لاغتيال الرئيس علي عبد الله صالح بعد الاحتجاجات على نظام حكمه نقل على إثرها إلى المملكة العربية السعودية بعد عرض العاهل السعودي لعلاج المصابين.
| المناصب السياسية       | المناصب السياسية             | المناصب السياسية       |
| ---------------------- | ---------------------------- | ---------------------- |
| سبقه عبد القادر باجمال | رئيس وزراء اليمن 2007 - 2011 | تبعه محمد سالم باسندوة |